# 月とストーブ
「月とストーブ」（つきとストーブ）は、鈴村健一の6枚目のシングル。2010年11月24日にLantisから発売された。

## 概要
前作「in my space」から約4ヶ月ぶりのリリース。前作同様、オフヴォーカルは収録されていない。また、「月とストーブ」のPVを収録したDVDが同梱されている。
公式サイトなどでは、「冬の定番ソングであるバラード曲」と紹介されている。2010年12月6日付のオリコン週間シングルチャートで36位を獲得。初動売上は3600枚を記録した。

## 収録曲
（全作詞：鈴村健一）
1. 月とストーブ [6:00]
作曲・編曲：飯塚昌明
2. ハナサカ [4:28]
作曲・編曲：板垣祐介

## DVD
1. 月とストーブ（PV）

## 収録アルバム
| 曲名         | 収録アルバム                | 発売日       | 備考                  |
| ------------ | --------------------------- | ------------ | --------------------- |
| 月とストーブ | 『CHRONICLE to the future』 | 2011年3月9日 | 2ndオリジナルアルバム |
| ハナサカ     | 『CHRONICLE to the future』 | 2011年3月9日 | 2ndオリジナルアルバム |